# Noceto

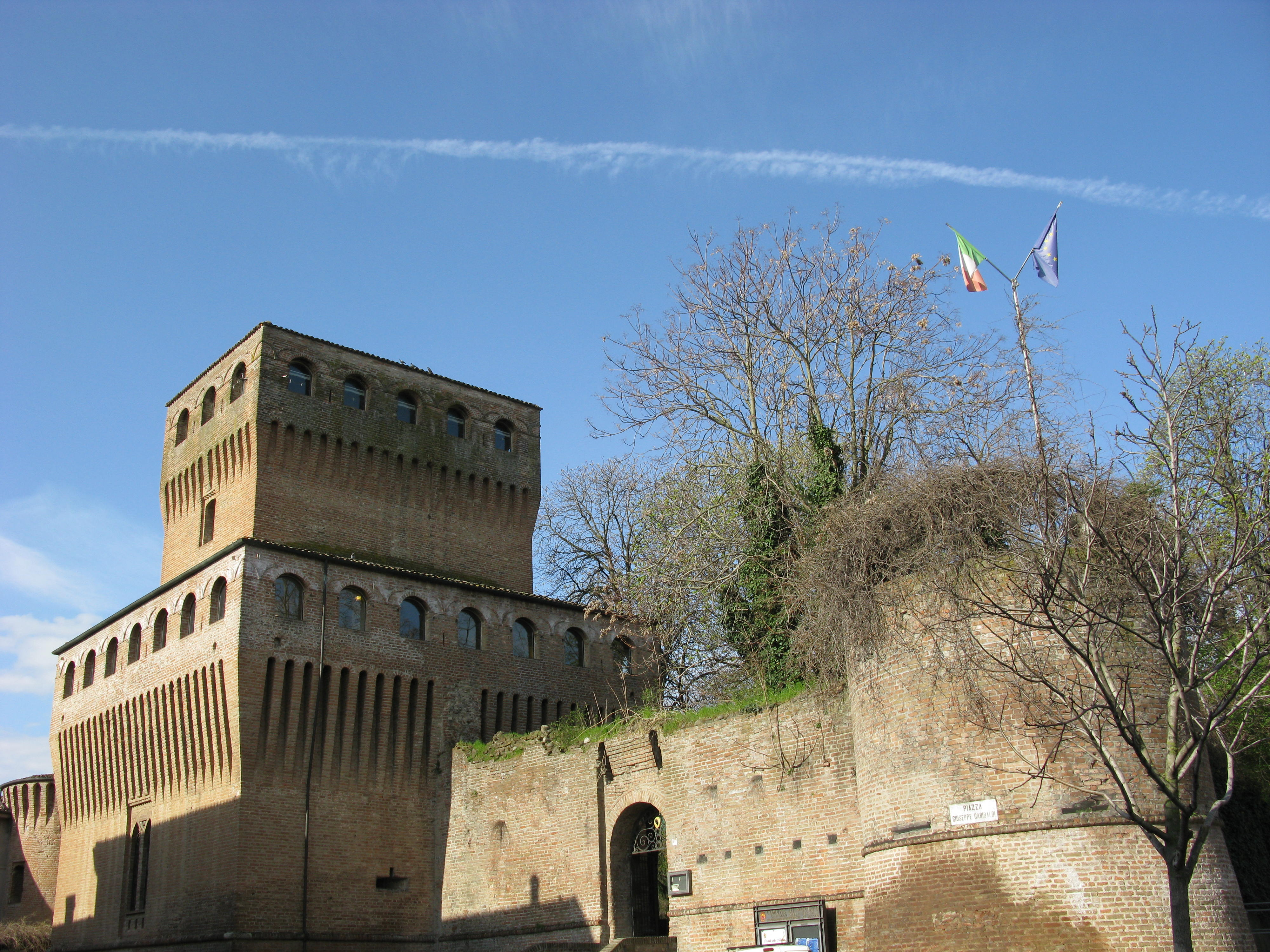
Kasteel van Noceto

Noceto is een gemeente in de Italiaanse provincie Parma (regio Emilia-Romagna) en telt 11.300 inwoners (31-12-2004). De oppervlakte bedraagt 79,6 km2, de bevolkingsdichtheid is 134 inwoners per km2.
De volgende frazioni maken deel uit van de gemeente: Vedi elenco.

## Demografie
Noceto telt ongeveer 4664 huishoudens. Het aantal inwoners steeg in de periode 1991-2001 met 5,0% volgens cijfers uit de tienjaarlijkse volkstellingen van ISTAT.
| Jaar | Inwoneraantal |
| ---- | ------------- |
| 1991 | 10.128        |
| 2001 | 10.631        |

## Geografie
Noceto grenst aan de volgende gemeenten: Collecchio, Fidenza, Fontanellato, Fontevivo, Medesano, Parma.